# Veľký Folkmar
Veľký Folkmar é um município da Eslováquia, situado no distrito de Gelnica, na região de Košice. Tem 23,1 km² de área e sua população em 2018 foi estimada em 911 habitantes.

## Demografia
| Ano:        | 1994 | 2004   | 2014   | 2024   |
| ----------- | ---- | ------ | ------ | ------ |
| Broj ljudi: | 916  | 927    | 909    | 873    |
| Razlika:    |      | +1,20% | -1,94% | -3,96% |

| Ano:               | 2023 | 2024   |
| ------------------ | ---- | ------ |
| Número de pessoas: | 876  | 873    |
| Diferença:         |      | -0,34% |